# Rooi-Els
Rooi-Els è una località costiera sudafricana situata nella municipalità distrettuale di Overberg nella provincia del Capo Occidentale.

## Geografia fisica
Il piccolo centro abitato, a carattere prevalentemente residenziale e vacanziero, è affaciato sulla costa orientale della Falsa Baia non troppo lontano dal Capo Hangklip.